# Головач
Голова́ч — село в Україні, у Терешківській сільській громаді Полтавського району Полтавської області. Населення — 850 осіб (2001). До 2017 року орган місцевого самоврядування — Заворсклянська сільська рада.

## Географія
Село Головач розташоване на лівому березі річки Ворскла, вище за течією примикає село Лукищина, нижче за течією на відстані 2,5 км — село Писарівка, на протилежному березі — село Буланове. Селом тече річка Головач. Річка в цьому місці звивиста, утворює лимани, стариці та заболочені озера. Село оточене лісовим масивом (переважно сосновим). Поруч пролягає залізнична лінія Полтава-Південна — Кременчук, на якій розташований однойменний пасажирський зупинний пункт (за 1,5 км).

## Історія
12 червня 2020 року, відповідно до розпорядження Кабінету Міністрів України № 721-р «Про визначення адміністративних центрів та затвердження територій територіальних громад Полтавської області», село увійшло до складу Терешківської сільської громади.
19 липня 2020 року, в результаті адміністративно-територіальної реформи та ліквідації Полтавського району (1925—2020), село увійшло до складу новоутвореного Полтавського району.

## Населення

### Мова
Розподіл населення за рідною мовою за даними перепису 2001 року:
| Мова       | Кількість | Відсоток |
| ---------- | --------- | -------- |
| українська | 785       | 92.35 %  |
| російська  | 61        | 7.18 %   |
| білоруська | 4         | 0.47 %   |
| Усього     | 850       | 100 %    |

## Економіка
- Загальтерапевтичний санаторій «Волошка».
- Полтавський обласний дитячий оздоровчий центр «Маяк».

## Об'єкти соціальної сфери
- Середня загальноосвітня школа.
- Клуб.

## Відомі уродженці
- Татарко Костянтин Іларіонович (1903—1986) — український зоолог.